# Canon EOS 700D
De Canon EOS 700D is een 18,0 megapixel-spiegelreflexcamera voor semiprofessionele en amateurfotografen, gemaakt door Canon. Het is de opvolger van de EOS 650D uit 2012. In Noord-Amerika is de camera bekend onder de naam Canon EOS Rebel T5i en in Japan onder de naam Canon EOS Kiss X7i. Het toestel werd uitgebracht op 21 maart 2013. Het model werd opgevolgd door de EOS 750D (Xiss X8i / Rebel T6i) en Canon EOS 760D (EOS 8000D / Rebel T6s). Het product moet niet worden verward met de Canon EOS 70D of de analoge Canon EOS 700.

## Kenmerken
De 700D beschikt over bijna dezelfde kenmerken als de oudere 650D. De enige verschillen zijn de nieuwe modusknop die 360 graden kan draaien, voorvertoningen van de Creative Filters in Live View-modus kan tonen en een luxere afwerking van de body zoals tot nu toe gebruikt werd op de semi-professionele camera's zoals de 60D.
De 700D werd geïntroduceerd met een nieuwe kitlens. Dit is een nieuwe versie van de bestaande EF-S 18-55mm met een stappenmotor (STM) en een niet-roterend filter.

## Specificaties
- APS-C CMOS-sensor van 18,0 effectieve megapixels
- 9 AF-punten, allemaal cross-type bij f/5.6. Middelste punt is zeer precies en dubbel cross-type bij f/2.8 of sneller.
- DIGIC 5-beeldprocessor met 14-bitsverwerking
- ISO 100-12.800-gevoeligheid, uitbreidbaar tot ISO 25.600
- 95% viewfinderkaderdekking met vergroting van 0,85x
- 1080p full hd-video-opnamen op 30p (30 Hz), 25p (25 Hz) en 30p (29,97 Hz) met drop frame timing
- 720p hd-video-opnamen op 60p (59,94 Hz) en 50p (50 Hz)
- 480p ED-video-opnamen op 30p en 25p
- 5,0 beelden per seconden continue opname
- 3,0-inch Vari-angle Clear View LCD II Touchscreen met 1,04 megapixels resolutie.
- 3,5mm-microfoonaansluiting voor externe microfoons of opnameapparaten.